# Jean-Louis Ducis
Pour les articles homonymes, voir Ducis.
Jean-Louis Ducis, né le 14 juillet 1775 à  Versailles et mort le 2 mars 1847 à Paris, est un peintre français. 

## Biographie
Baptisé le 14 juillet 1775 à la paroisse Notre-Dame de Versailles, Jean-Louis Ducis est le fils de Louis Ducis, maître faïencier, et de Marie-Geneviève Letang ou L'Etang. Il est le neveu du poète et académicien français Jean-François Ducis. Il épouse en 1810 Anne-Euphrosine Talma, la sœur du célèbre acteur François-Joseph Talma.
Élève de Jacques-Louis David, il fut un peintre d'histoire et portraitiste réputé, adepte du style troubadour. Il était très en faveur sous le Premier Empire et la Restauration, durant lesquels il bénéficia de nombreuses commandes publiques. Il exposa au Salon de peinture de 1804 à 1834, y présentant des scènes de genre, des tableaux d'histoire et des portraits, et fut récompensé par une médaille de 1e classe au Salon de 1808. Son atelier était installé 13, quai Malaquais à Paris.
Le 9 juillet 1845, il est élu correspondant à l'Académie des sciences, belles-lettres et arts de Savoie.

## Œuvres
- Portrait de groupe de la famille Saron, Salon de 1804.
- Orphée et Eurydice, Salon de 1808.
- L'Origine de la peinture : Dibutade, inspirée par l'amour, fixe sur la muraille l'ombre de son amant, Salon de 1808.
- L'Empereur Napoléon Ier sur la terrasse du château de Saint-Cloud entouré des enfants de sa famille, 1810, musée national des châteaux de Versailles et de Trianon.
- Portrait de Caroline Murat, 1811, Attingham Park, Shropshire.
- Le Tasse chez sa sœur Cornelia à Sorrente, 1812, château d'Arenenberg à Salenstein (Suisse)
- Les sœurs Allart (vers 1815, coll. Société Chateaubriand)
- Sappho ramenée à la vie par le charme de la musique, 1811, commande du général Jean Rapp, Norton Simon Museum en Californie.
- François 1er armé chevalier par Bayard, 1817, château de Blois.
- La Mort du Tasse au couvent de Saint-Onuphre et Le Tasse dans sa prison visité par Montaigne, 1819, musée des beaux-arts de Pau.
- Van Dyck peignant son premier tableau, 1819, musée de l'Évêché de Limoges.
- La Sculpture ou Properzia de Rossi terminant son dernier bas-relief, 1822, musée de l'Évêché de Limoges.
- Marie Stuart faisant de la musique, 1822, musée de l'Évêché de Limoges.
- Le Tasse lisant ses vers à Léonore, 1823, musée de l'Évêché de Limoges.
- Louis XVIII assiste des Tuileries au retour de l'armée d'Espagne. 2 décembre 1823, 1824, musée national des châteaux de Versailles et de Trianon.
- Visite du roi et de la reine de Naples au Château de Saint-Cloud, 1830, musée de l'Ile de France à Sceaux.
- Jean-Francois Ducis (1733-1816) prédisant l'avenir de l'acteur Talma, 1833, Paris, Comédie-Française.
- Portrait de Stendhal, 1835, fonds Bucci, bibliothèque Sormani, Milan.
- Portrait de la mère du poète J.F. Ducis, Versailles, musée Lambinet.
- Jésus portant sa croix, château de Compiègne.
- Charles IX, roi de France + 1574, d'après François Clouet, musée Louis-Philippe du château d'Eu.

Œuvres de Jean-Louis Ducis
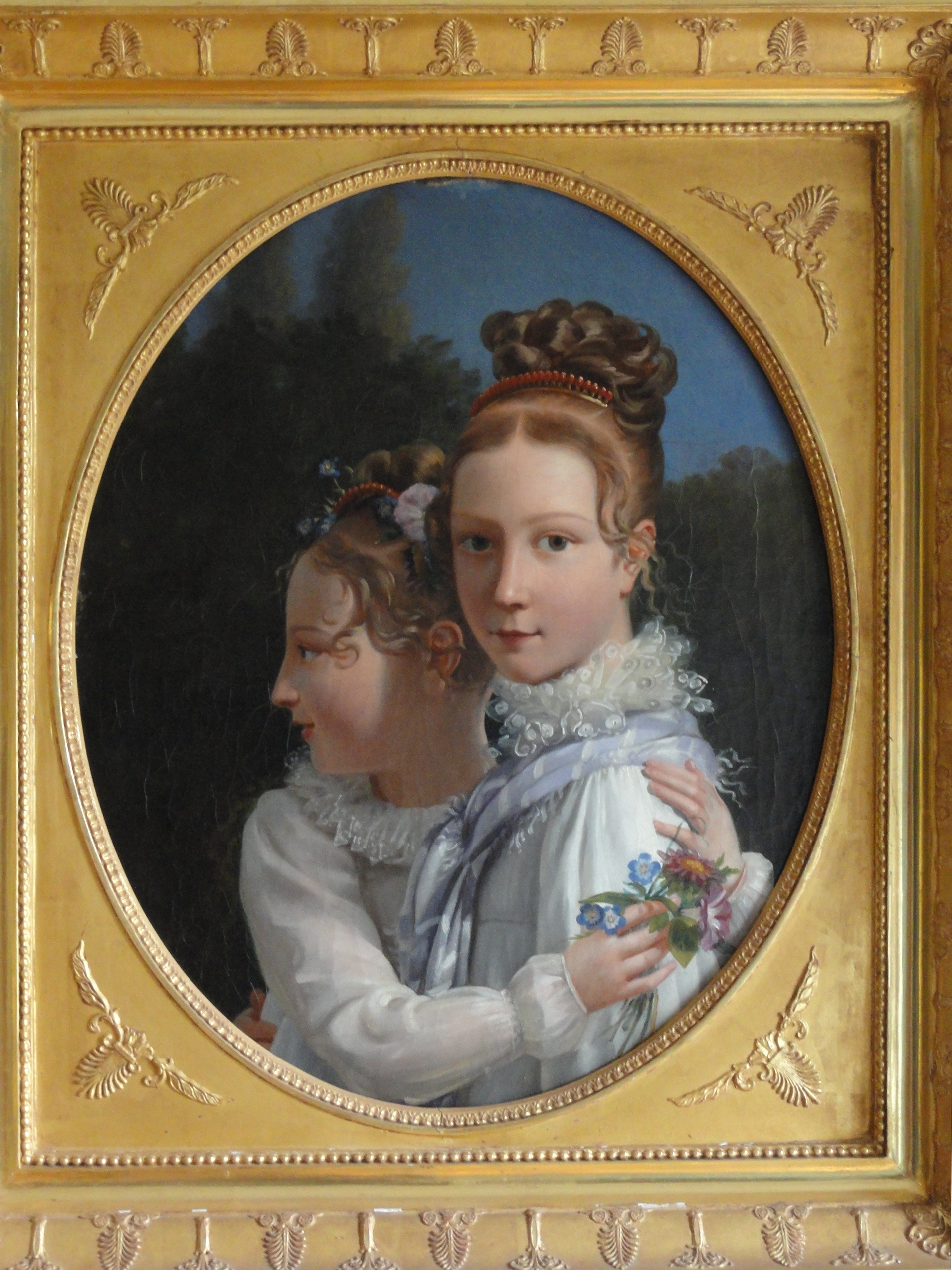
Les Sœurs Allart (vers 1815), Châtenay-Malabry, Maison de Chateaubriand.
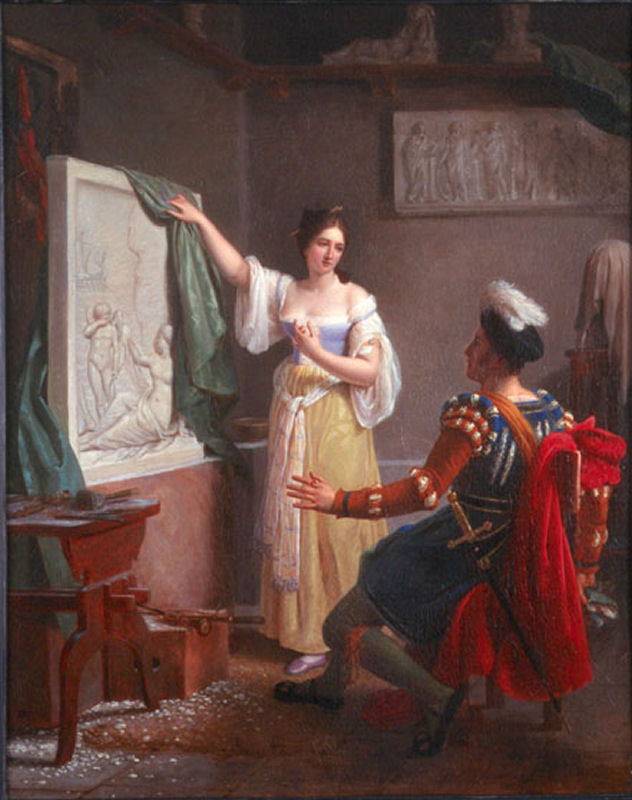
Properzia de Rossi terminant son dernier bas-relief (1822), musée de l'Évêché de Limoges.
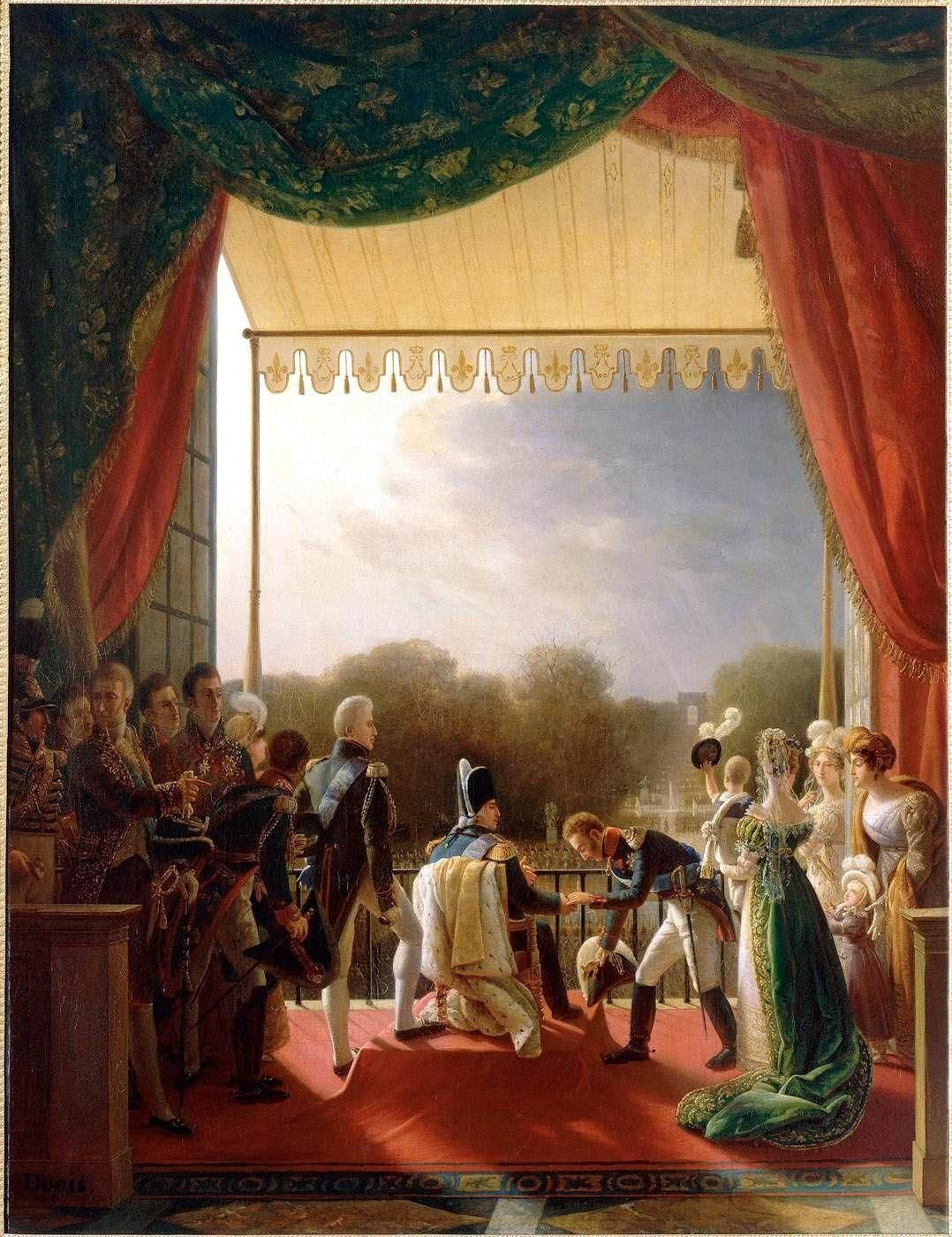
Louis XVIII assiste au retour de l'armée d'Espagne des Tuileries, 2 décembre 1823 (vers 1823-1824), Paris, Musée du Louvre.
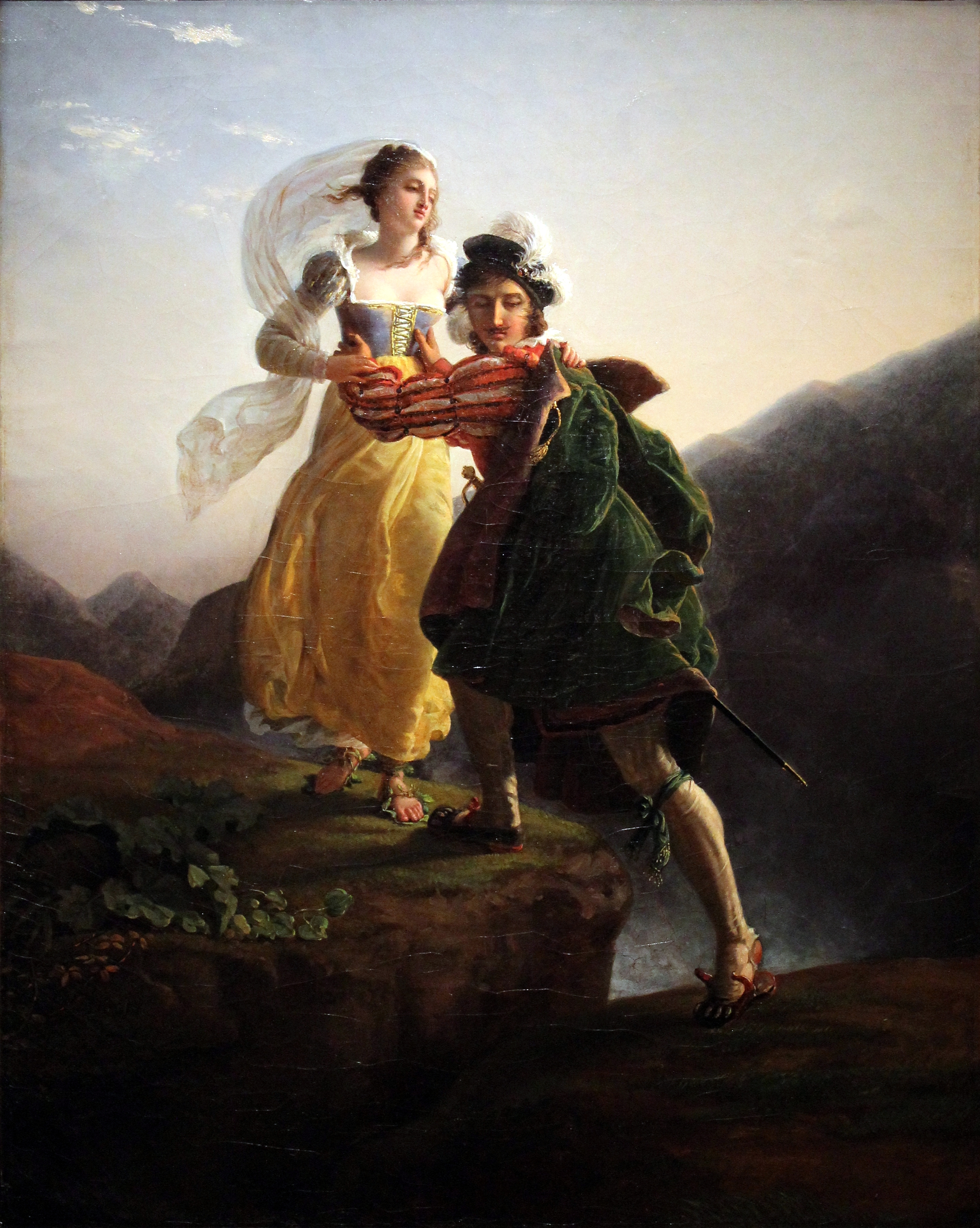
Bianca Cappello et son amant fuyant vers Florence à travers les Apennins (Salon de 1824).